# Alien Spidy
Alien Spidy est un jeu vidéo de plates-formes développé par Enigma Software Productions et publié par Kalypso Media sur Microsoft Windows, Macintosh, Xbox 360 et PlayStation 3 en 2013.
Le joueur y incarne une araignée extra-terrestres s’étant écraser sur Terre et cherchant à réparer son vaisseau spatial et à sauver un de ses compatriotes.
À sa sortie, il reçoit un accueil très mitigé, voire négatif, de la presse spécialisée. En effet, si les critiques saluent généralement ses graphismes, elles jugent son gameplay frustrant du fait d’une maniabilité imprécise et de sa trop grande difficulté.

## Commercialisation
Annoncé le 8 novembre 2011, le jeu est publié le 20 mars 2013 sur Windows, Macintosh et Xbox 360 puis le 8 mai sur PlayStation 3.

## Accueil
| Alien Spidy           |      |        |
| Média                 | Pays | Notes  |
| Game Revolution       | US   | 3/5    |
| GamesRadar+           | US   | 2/5    |
| Polygon               | US   | 6/10   |
| Compilations de notes |      |        |
| Metacritic            | US   | 55 %   |
| GameRankings          | US   | 54.3 % |